# GJA5
간극연접 알파 5 (Gap Junction Alpha-5, GJA5) 또는 커넥신-40 (Cx40)은 인간에서 GJA5 유전자에 의해 암호화되는 단백질이다.

## 기능
이 유전자는 커넥신 유전자 패밀리의 구성원이다. 암호화된 단백질은 세포 간 저분자량 물질의 확산 경로를 제공하는 세포 간 채널의 배열로 구성된 간극연접의 구성 요소이다. 이 유전자의 돌연변이는 심방세동과 관련이 있을 수 있다.
간극연접 알파 5는 1q21.1 위치에서 선천성 심장 질환으로 관찰되는 표현형을 담당하는 유전자로 확인되었다. GJA5의 중복의 경우 팔로사징증이 일어날 확률이 높다.

## 같이 보기
- 커넥신
- 간극연접